# Quanzhou
Quanzhou is een miljoenenstad en prefectuur in de zuidelijke provincie Fujian, Volksrepubliek China. Bij de volkstelling van 2020 had de stad, inclusief de stadsdistricten Hui'an, Jinjiang, Nan’an en Shishi, 6,7 miljoen inwoners. De prefectuur had 8,9 miljoen inwoners.
De stad Quanzhou vormt het centrum van een grote verstedelijkte agglomeratie met 17,2 miljoen inwoners. Deze agglomeratie omvat ook de aaneengesloten steden Putian, Xiamen en Zhangzhou. Dit is  de 5e agglomeratie van China en de 22e van de wereld.
De Volksrepubliek China claimt Jinmen County – beter bekend als Quemoy – als onderdeel van Quanzhou, maar dat grondgebied valt op dit ogenblik onder de jurisdictie van de Republiek China (Taiwan). 
De staalgroep Sansteel Minguang heeft een staalfabriek in Quanzhou. Dit is de fabriek van het vroegere Sanan Steel.

## Verwijzingen
1. ↑  Fújiàn (China): Präfekturebene & Städte - Einwohnerzahlen, Karten, Grafiken, Wetter und Web-Informationen. citypopulation.de. Geraadpleegd op 10 juli 2025.
2. ↑  Xiàmén - Quánzhōu - Pútián Agglomeration (China): Townships - Population Statistics, Charts and Map. www.citypopulation.de. Geraadpleegd op 8 juli 2025.